# Барсум
Ба́рсум (англ. Barsoom) — название планеты Марс в фантастическом мире, созданном Эдгаром Райсом Берроузом. Первый роман, действие которого происходит на Барсуме, — «Принцесса Марса» — вышел в 1912 году (отдельное книжное издание — 1917 год). До 1943 года было создано 10 продолжений, в которых была постепенно дана целостная картина планеты и её обитателей. Мир Барсума — фантастическое отражение теорий Персиваля Лоуэлла. Это умирающая планета, чьи обитатели живут в обстановке фронтира: непрерывной войны всех со всеми за скудные природные ресурсы, мир рыцарской чести и поединков на мечах и высоких технологий. Сериал Берроуза был популярен в фантастике XX века и оказал большое влияние на развитие жанра.

## Термин «Барсум»
Берроуз обильно использовал лексику вымышленного им марсианского языка. В романе «Тувия, дева Марса» приведён краткий глоссарий марсианских терминов (в русских переводах отсутствует). Бар означает «восемь», а сум — «планета». Это означает, что Марс в представлении его обитателей — восьмое небесное тело в Солнечной системе, считая от центра (включая Солнце, Луну, Фобос и Деймос).

## Марсианский цикл
Всего в 1917—1964 годах вышло одиннадцать книг о Барсуме, написанных в период 1912—1943 годов. Сюжет первого романа «Принцесса Марса» был закольцован и не предполагал продолжения, однако успех породил сиквелы. Некоторые литературоведы выделяют трилогию и примыкающие к ней произведения:
Трилогия включает романы «Принцесса Марса» (1912), «Боги Марса» (1913) и «Владыка Марса» (1914). Основой сюжета служат приключения виргинского джентльмена Джона Картера, его жены — принцессы Гелиума Деи Торис, вождя тарков Тарс Таркаса, сына Картера — Карториса и принцессы Птарса — Тувии.
Ещё в трёх произведениях повествуется о детях и внуках Джона Картера, это романы: «Тувия, дева Марса» (написан в 1914 году, главный герой — Карторис), «Марсианские шахматы» (написан в 1922 году, главная героиня — Тара из Гелиума, младшая дочь Джона Картера и Деи Торис) и сборник повестей «Ллана из Гатола» (написан в 1941 году, главная героиня — внучка Джона Картера, дочь Тары). Джон Картер появляется везде как эпизодический персонаж.
В романе «Великий ум Марса» (1927) главным героем является ещё один американец — Улисс Пакстон, убитый во Фландрии в 1917 году и переместившийся на Марс. Роман «Великий воин Марса» (1930) посвящён приключениям одного из рыцарей Джона Картера — Тан Хадрона из Хастора. К ним примыкают два романа, вновь посвящённые подвигам Джона Картера, — «Мечи Марса» (1935) и «Искусственные люди Марса» (1939). Особняком стоит сборник «Джон Картер — марсианин», составленный в 1964 году из двух повестей. Первая — «Джон Картер и великан Марса» была написана старшим сыном Берроуза — Джоном Колмэном Берроузом в 1940 году, вторая — «Люди-скелеты Юпитера» (1943) — повествует о приключениях Джона Картера на Юпитере.
В 1920-е годы первая трилогия была опубликована в СССР в переводе Э. К. Бродерсен, и с начала 1990-х годов весь цикл был переведён на русский язык и с тех пор регулярно переиздаётся. В 1992—1993 годах издательство «Армада» (в серии «Фантастический боевик») выпустила цикл о Барсуме полностью, в трёх сборниках: «Марсианские войны», «Марсианские рыцари», «Марсианские империи».
| №  | Название                                                                               | Журнальная публикация                         | Книжная публикация      | Лицо, от имени которого ведётся повествование |
| -- | -------------------------------------------------------------------------------------- | --------------------------------------------- | ----------------------- | --------------------------------------------- |
| 1  | Принцесса Марса (Дочь тысячи джеддаков)                                                | Февраль — июль 1912, All-Story                | Октябрь 1917, McClurg   | Джон Картер                                   |
| 2  | Боги Марса                                                                             | Январь — май 1913, All-Story                  | Сентябрь 1918, McClurg  | Джон Картер                                   |
| 3  | Владыка Марса                                                                          | Декабрь 1913 — март 1914, All-Story           | Сентябрь 1919, McClurg  | Джон Картер                                   |
| 4  | Тувия, дева Марса                                                                      | Апрель 1916, All-Story Weekly                 | Октябрь 1920, McClurg   | от третьего лица                              |
| 5  | Марсианские шахматы                                                                    | Февраль — март 1922, Argosy All-Story Weekly  | Ноябрь 1922, McClurg    | от третьего лица                              |
| 6  | Великий ум Марса                                                                       | 15 июля 1927, Amazing Stories Annual          | Март 1928, McClurg      | Улисс Пакстон                                 |
| 7  | Великий воин Марса                                                                     | Апрель — сентябрь, 1930, Blue Book magazine   | Май 1931, Metropolitan  | Тан Хадрон                                    |
| 8  | Мечи Марса                                                                             | Ноябрь 1934 — апрель 1935, Blue Book magazine | Февраль 1936, Burroughs | Джон Картер                                   |
| 9  | Искусственные люди Марса                                                               | Январь — февраль 1939, Argosy Weekly          | Март 1940, Burroughs    | Вор Дай                                       |
| 10 | Ллана из Гатола                                                                        | Март — октябрь 1941, Amazing Stories          | Март 1948, Burroughs    | Джон Картер                                   |
| 11 | Джон Картер — марсианин: Джон Картер и великан Марса написан Джоном Колмэном Берроузом | Январь 1941, Amazing Stories                  | Июль 1964, Canaveral    | от третьего лица                              |
| 11 | Джон Картер — марсианин: Люди-скелеты Юпитера                                          | Февраль 1943, Amazing Stories                 | Июль 1964, Canaveral    | Джон Картер                                   |

## Главные персонажи

### Земляне

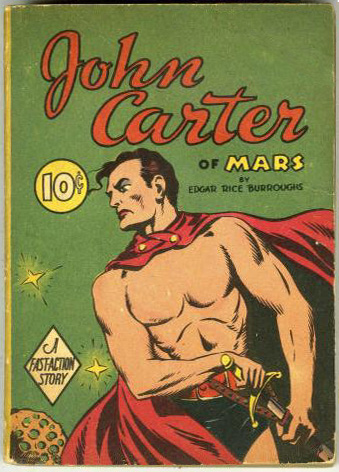
Джон Картер, иллюстрация 1940 года

- Джон Картер (марсианское имя Дотар Соджет, иногда пользовался псевдонимом Вандор), джентльмен из Виргинии. После окончания Гражданской войны в США (где он воевал на стороне Конфедерации) в 1866 году он решил заняться добычей золота в Аризоне. Чуть не был убит индейцами, был парализован загадочным образом, и перенёсся на Марс, где пробыл 10 земных лет. Возвратившись на Землю в 1876 году, он умер в 1886 году, но приказал своему племяннику (Эдгару Райсу Берроузу) сделать для него особый склеп с вентиляцией, который можно открыть изнутри. Со временем Джон Картер научился сознательно перемещаться с Марса на Землю, чтобы продиктовать своему племяннику очередную историю из своей жизни. Он высокий (6 футов 2 дюйма, то есть 188 см) черноволосый мужчина, прекрасный наездник и фехтовальщик. На Марсе его физические данные кажутся сверхъестественными из-за низкой гравитации на планете. Он быстро сделал на Марсе политическую карьеру: сначала стал младшим вождём в племени кочевников-тарков, затем, благодаря браку с Деей Торис — сделался принцем Гелиума. Позднее трибунал 31 правителя разных государств провозгласил его Военным владыкой всего Марса.
- Улисс Пакстон (марсианское имя Вад Варо) — главный герой романа «Великий ум Марса», от лица которого ведётся повествование. Убитый на фронте Первой мировой войны, он переносится на Марс, где сначала становится помощником великого учёного Рас Таваса, а затем благодаря браку с принцессой становится принцем Дахора — одного из марсианских государств.
- Эдгар Райс Берроуз — племянник Джона Картера, записывающий его истории во время редких визитов Владыки Марса на Землю. Также записал истории Улисса Пакстона, Тан Хадрона и Вор Дая, переданные с Марса по радио.

### Марсиане
- Принцесса Дея Торис. Дочь и внучка правителей Гелиума Морса Каяка и Тардоса Морса, супруга Джона Картера. Главная героиня первой трилогии, в дальнейшем появляется эпизодически.
  - Карторис — сын Джона Картера и Деи Торис. Унаследовал физические данные своего отца. Его женой является принцесса Птарса — Тувия.
  - Тара из Гелиума — дочь Джона Картера и Деи Торис. Замужем за правителем Гатола — Гаханом.
    - Ллана из Гатола — внучка Джона Картера, дочь Гахана и Тары.
- Тарс Таркас — правитель кочевников-тарков. Верный друг и союзник Джона Картера.
- Тувия Птарса — принцесса Птарса, дочь Туван Дина, правителя Птарса.
- Рас Тавас — великий марсианский учёный из города-государства Тунол, прославившийся мастерством в трансплантологии. Создатель хормадов — искусственных воинов. Неоднократно пересаживал свой мозг в тела молодых людей, поэтому его возраст исчисляется тысячами лет. Главный персонаж двух романов: «Великий ум Марса» и «Искусственные люди Марса».
- Тан Хадрон — офицер свиты Джона Картера, дворянин города Хастора, вассального владения Гелиума.
- Вор Дай — офицер свиты Джона Картера.
- Хин Абтель — самозваный джеддак джеддаков Марса, в прошлом — правитель народа панаров, красных марсиан, живущих в Арктике. Попытался посвататься к Ллане, а после отказа осадил город Гатол. Его армия была набрана из рабов всех государств, которых на время мира замораживали в ледниках. Побеждён Джоном Картером.

## Планета Барсум
Несмотря на то, что главным в произведениях Берроуза является приключенческая интрига, ему удалось создать картину мира, не противоречившую представлениям о Марсе начала XX века, изложенным в трудах Персиваля Лоуэлла. Марс — землеподобная планета, однако ко времени действия романов океаны испарились, поэтому населёнными остаются бывшие континенты и острова. Дно высохшего моря поросло оранжевым мхом, на котором пасутся стада зелёных кочевников — тарков и вархунов. На бывшем морском побережье располагаются развалины брошенных городов, служащие ставками кочевых вождей. Единственные крупные источники воды — подземное море Корус на Южном полюсе, снега Арктики и Великая Тунолианская Топь.
Жители Барсума построили глобальную сеть каналов, на перекрестье которых располагаются современные города-государства. Поскольку Марс быстро теряет атмосферу, недостаток воздуха компенсируется специальными фабриками, которые вырабатывают кислород из мирового эфира. Климат по всему Марсу одинаковый, за исключением покрытой льдами Арктики. День тёплый, но из-за разрежённой атмосферы ночи холодны.
Берроуз создал и марсианский календарь, но он неправилен, ибо число дней в году = 687 (по земному календарю), в то время как марсианских суток (солов = 24 ч. 37 мин.) в марсианском году 669 солов. В 1926 году Берроуз опубликовал в лондонской газете Daily Express статью «Сообщение с Марсом» (A Dispatch on Mars), в которой излагал свои взгляды на природу этой планеты. Он предположил, что природные условия на Марсе в древности был полностью идентичны земным, соответственно и ход эволюции на обеих планетах был направлен в одну сторону. Он поддержал гипотезу Лоуэлла, а также описывал якобы наблюдаемые астрономами бури, отражение света от полярных снегов и открытых водоёмов или болот.

### Марсиане

#### Биология
Большая часть населения Барсума подобны человеку внешне, но имеют существенные отличия в биологии. Марсиане яйцекладущие и имеют продолжительность жизни до 1000 лет, но большинство из-за насилия не доживают до этого возраста. Возможна и большая продолжительность жизни, но марсианская религия предписывает по достижении 1000-летнего возраста отправляться в паломничество к реке Исс, единственной реке на Марсе, вытекающей из подземного моря Корус. Из паломничества никто не возвращался, так как паломники служили пищей для обитателей Южного полюса. Дитя созревает в яйце пять лет и после вылупления биологически является взрослой особью. Марсиане внешне почти не меняются от вылупления до наступления 1000-летнего возраста, но затем дряхлость нарастает с невероятной скоростью. Все марсиане являются телепатами, причём способны читать мысли как людей, так и животных. В сознательном состоянии марсиане способны скрывать свои мысли, а некоторые народы (лотарианцы) — способны наводить убедительные галлюцинации. Джон Картер был способен читать мысли марсиан, но они не могли проникнуть в его сознание. Эти мотивы особенно заметны лишь в первой трилогии и романе «Тувия, дева Марса», а в более поздних произведениях марсиане гораздо ближе людям Земли, и их сверхъестественные способности почти не упоминаются. Примечательно, что несмотря на разное биологическое происхождение марсиан и землян и отличия в их физиологии репродукции, между ними возможна метисация.

#### Общество
Все обитатели Марса, вне зависимости от расы и подданства, говорят на одном языке, но в каждом государстве своя письменность.
Политические и торговые отношения марсиан описывались Берроузом противоречиво. В первой трилогии марсианские государства абсолютно самодостаточны и не общаются с соседями, однако в более поздних романах упоминаются посольства и аэропорты для торговых кораблей разных народов.
Политическое устройство марсианских государств единообразно — это наследственные абсолютные монархии или теократии. Структурно город — обиталище одного племени, правитель которого именуется джед. Правитель большого города, имеющий вассалов, именуется джеддаком. Существует также титул джеддак джеддаков, его, например, носил Джон Картер, нередко его присваивали правители, претендующие на власть над всем Барсумом. Женщина-правитель — джеддара.
Общество марсиан архаично, например, в экономике большую роль играет невольничий труд.
Особое положение в обществе занимают две категории: наёмные убийцы, объединённые в гильдии, и пантаны — солдаты удачи, воины-наёмники, обычно служащие телохранителями на небольшой срок и постоянно странствующие по всем государствам Барсума.
Марсиане не пользуются одеждой, за исключением украшений или перевязей, на которых держится вооружение (вооружён каждый взрослый мужчина). Исключения из этого — доспехи, обычно лёгкие, из кожи. Обитатели Окара, выходя за пределы своих тепличных городов, надевают тяжёлую меховую одежду. Холодной ночью марсиане используют спальные меха. Однако на книжных иллюстрациях марсиан чаще всего изображают одетыми в набедренные повязки, плащи или подобные простые одеяния. В последних книгах марсианского цикла иногда встречаются намёки на то, что марсиане всё-таки носили одежду, — возможно, следствие авторской невнимательности.

### Расы

#### Красные марсиане
Доминирующая раса на Марсе — самая культурная и развитая технологически. Внешне подобны европеоидам Земли, но имеют чёрные глаза и волосы и кожу цвета меди или красного дерева. Окрашивая свою кожу в красный цвет, Джон Картер становился неотличимым от красных марсиан. Населяют множество городов-государств по всей территории Марса, таких как Гелиум, Птарс, Каол, Зоданга, Тунол, Фандал и другие. Именно красные марсиане регулируют сток вод по системе каналов и создают атмосферу. Это позднейшая раса, искусственно выведенная в древности из представителей жёлтых, белых и чёрных марсиан и наиболее приспособленная для жизни на умирающей планете. Красные марсиане обладают развитой культурой и технологией: Улисс Пакстон смог построить радиопередатчик для связи с Землёй, пользуясь их достижениями. Они обладают понятием частной собственности, способны к любви и чувствам высшего порядка. Образуют моногамные семьи.

#### Зелёные марсиане
Внешне чрезвычайно отличаются от остальных рас: при росте 10—12 футов, помимо рук и ног, имеют две промежуточные конечности, чаще используемые как руки, а глаза расположены по бокам уплощённой головы. Кочевники, не любящие подолгу оставаться на одном месте, крайне жестоки и сухи эмоционально. Семей не имеют. Понятие о частной собственности также отсутствует, а привилегии и имущество распределяются строго иерархически. Вождь получает свой пост не по наследству, а оспорив в поединке право у предшественника. Зелёные марсиане пользуются некоторыми технологическими достижениями, в частности, вечными светильниками или огнестрельным оружием, но украли эти достижения у красных марсиан, с которыми ведут вечную войну: зелёным нужны пища и промышленные товары, а красные стремятся разрушать инкубаторы зелёных. Интеллектуальное развитие зелёных марсиан очень невысоко, они вообще не знают никаких форм искусства и не имеют письменности, хотя любят роскошь. Племена их именуются по названиям развалин древних городов, где расположена ставка вождя: Тарк, Вархун, Торкас, Тард и прочие.

#### Жёлтые марсиане
Населяют только Арктику Марса — Окар, да и то ряд северных областей населён красной расой — панарами. Живут в тепличных городах, укрытых стеклянными куполами. Не имея сильного воздушного флота, пользовались мощными магнитными ловушками (питаемых магнитным полем Марса), с помощью которых захватывали торговые суда других рас, добывая себе ресурсы и рабов. Имеют ряд собственных государств: Кадабра, Иллала, Марентина и другие.

#### Белые марсиане
Народ ореваров, искусных мореплавателей, владел миллионы лет назад империей, охватывавшей всю планету, и после начала усыхания морей искусственно вывели красную расу. Внешне выглядят как рыжие или белокурые европейцы. Потомки ореваров населяют единственный город Хорц, который в прочем мире считается вымершим. Его обитатели хранят своё существование в тайне, все чужеземцы, случайно попавшие в город, предавались смерти на арене.
Народ лотарианцев (упоминаются в романе «Тувия, дева Марса») сохранил только 1000 своих представителей — все мужского пола. Утончённые декаденты, они довели до предела телепатические способности и могут создавать ощутимые астральные проекции своих предков, которые составляют их подданных, армию и рабов (при этом законом запрещается создавать образы женщин). Некоторые призрачные существа, например, стрелок Кар Комак, могут существовать вне воли и контроля своего владельца и сами создавать свои проекции.
Тарны обитали в долине реки Исс, разводя людей-растений. Именно они и были жрецами жестокого культа Иссы, превращающими в рабов и приносящими в жертвы представителей других народов. В свою очередь, подвергались нападениям чёрных марсиан. Каннибалы. Из-за вырождения утратили волосы и пользуются париками.

#### Чёрные марсиане или Перворождённые
Свирепые пираты, населяющие берега подземного моря Корус на Южном полюсе. По легенде, первыми произошли от Древа Жизни. Прочие марсианские народы считали их обитателями лун Марса — Турии и Хлоруса. После гибели живой «богини» Иссы государство Перворождённых распалось на множество мелких княжеств, промышляющих воздушным пиратством. В одном из них — Камтоле — было создано тоталитарное государство, руководимое некой Большой Машиной, в память которой были введены рефлексы нервной системы всех жителей княжества. Удалившегося от рецепторов машины на определённое расстояние ждала мучительная смерть: каждый житель носил специальные сигнальные браслеты (повесть «Чёрные пираты Барсума» сборника «Ллана из Гатола»). Правители Перворождённых носят титул датор (вместо общебарсумского джеддак).

#### Калданы и рикоры
Обитатели страны Бантум. Описаны в романе «Марсианские шахматы». Калданы имеют форму большой сферической головы, оснащённой шестью паучьими лапами, и биологически являются чем-то вроде насекомых, выводимых маткой-правителем — Луудом. Крайне сухи эмоционально, хотя абстрактное мышление и логика сильно развиты. Цель расы — полностью отрешиться от внешнего мира и перейти к чистому созерцанию, для чего они создают огромные запасы пищи, воды и воздуха. Ввиду того, что калданы не в состоянии самостоятельно трудиться и даже полноценно передвигаться, они пользуются рикорами — искусственно выведенными существами, похожими на человеческие тела, лишённые головы. Рикоры гармонично сложены, сильны и красивы, но неспособны почти ни к каким самостоятельным действиям. Калдан забирается на шею рикора и подключается к его нервной системе, после чего может исполнять любые работы. Рикоров можно менять неограниченное число раз по мере их изнашивания.

#### Гули
Похожие на кенгуру хвостатые сумчатые обитатели острова Омпт в Великой Тунолианской Топи. В романе «Искусственные люди Марса» описаны как крайне ничтожные глупые существа, находящиеся на полупервобытной стадии развития и склонные к пустой похвальбе.

#### Хормады
Искусственные человекообразные существа, созданные Рас Тавасом в качестве рабов, солдат и прочего. Нескладные существа с низким интеллектом, выводимые из громадных чанов с протоплазмой. Несколько хормадов с более высоким уровнем интеллектуального развития заставили Рас Таваса пересадить их мозг в тела красных марсиан, образовав олигархию Семи Джедов на одном из островов Великой Тунолианской Топи — Морбусе.

### Государства Барсума
Все политические образования на Барсуме представляют собой города-государства, расположенные на пересечении каналов и окружённые культивируемой орошаемой зоной. Среди марсианских государств, часто упоминаемых в романах Берроуза, можно выделить следующие.

#### Гелиум
Двойной город (Малый Гелиум отстоит от Большого на 75 миль, они соединены линией метро), крупнейшее государство красных марсиан и самое сильное в военном отношении — может выставить миллионное войско при населении в 10 миллионов. Имеет несколько вассальных городов меньшего размера, в том числе Хастор, Зор и другие.

#### Зоданга
Государство красных марсиан, ведущее войну с зелёными варварами (зоданганцы особенно часто разрушали их инкубаторы) и с Гелиумом. Могло выставить миллионную армию. Город был сожжён союзными Джону Картеру кочевниками-тарками и присоединён к империи Гелиума. В романе «Мечи Марса» описано, что после этого Зоданга стала убежищем политических противников правителей Гелиума и рассадником организованной преступности.

#### Птарс, Каол, Дузар
Сильные города-государства красных марсиан, некогда образовавшие союз против Гелиума. Совокупные их силы и армия Гелиума численно примерно равны. После бракосочетания Тувии Птарса и Карториса Гелиумского Птарс и Гелиум образовали военный союз. Каол располагался в зоне джунглей — единственных сохранившихся на Барсуме.

#### Амхор и Дахор
Малые государства красных марсиан, ведущие постоянную войну друг с другом. Принцем Дахора стал Улисс Пакстон после женитьбы на Валле Дайя.

#### Манатор
Тройной город-государство (собственно Манатор, Манатос и Манатай) красных марсиан, расположенный в пустыне. Изолирован от мира, от которого отгорожен стеной, сохранил архаический обычай мумификации усопших правителей и кровавых гладиаторских боёв. Ведёт постоянную войну с Гатолом из-за рабов, которых почти миллион. Одной из джеддар Манатора была Гайя — тётка правителя Гатола Гахана.

#### Гатол
Малый город красных марсиан, некогда основанный на острове океана Троксус. После высыхания океана главным занятием гатольцев стало кочевое скотоводство. Большой доход городу приносят также алмазные шахты, поэтому гатольцы захватывают рабов: в противном случае на шахтах работать придётся самим гражданам. Джед Гатола — Гахан — стал мужем дочери Джона Картера — Тары.

#### Фандал и Тунол
Небольшие изолированные государства красных марсиан в Великой Тунолианской топи, их разделяет расстояние в 700 миль. В Туноле установлена диктатура технократов и атеистов, а в Фандале — крайне архаичная теократия. Не сообщаются с остальным миром, ведут постоянную войну друг против друга.

#### Джахар
Сильное государство в Южном полушарии Марса. Его джеддак Тул Акстар, собираясь покорить весь Барсум, мобилизовал 10-миллионную армию, что привело к экологической катастрофе и людоедству в результате неконтролируемого размножения. Территория Джахара довольно велика: упоминается провинция У-Гор, особенно пострадавшая от каннибалов, и форт Джама, в котором безумный Фор Так разрабатывал лучи смерти.

#### Тьянат
Малое государство по соседству с Джахаром. Принцессой Тьяната была Тавия — жена Хадрона из Хастора.

#### Кадабра
Столица жёлтых марсиан, расположенная в Арктике близ Северного магнитного полюса Марса. Перекрыта стеклянным куполом диаметром 19 миль. Ей подчинялись меньшие города — Иллала, Марентина и др.

#### Панкор
Тепличная столица панаров — красных марсиан, живущих в Арктике. Его джеддак Хин Абтель намеревался захватить весь Барсум. Армию, набранную из рабов всех государств, замораживали в ледниках и оживляли на время боевых действий.

#### Камтоль
Город-государство чёрных пиратов в Южном полушарии с населением 200 000 человек. Изолирован от мира: его джеддак велел соорудить Большую машину, в память которой вписаны нервные импульсы всех обитателей города, и свободных, и рабов. Удаление от Машины вызывало немедленную смерть.

### Технология

#### Авиация
Когда Берроуз писал свои романы, земная наука только задумывала создать летательные аппараты и обуздать радиоактивность. Этими вещами активно пользуются марсиане. Главная особенность марсианского транспорта — практическое отсутствие водного и сухопутного передвижения, его заменяют воздушные сообщения. Красные марсиане имеют огромные торговые, пассажирские и военные флоты, а также огромное число индивидуальных аппаратов. Их устройство описано невнятно, но можно сделать вывод, что марсиане пользуются некой разновидностью антигравитации. Источником энергии служат портативные атомные двигатели. Максимальная скорость воздушных кораблей не превышает 166 миль в час (примерно 260 км/ч). Впрочем, в романе «Искусственные люди Марса» упомянуты флаеры нового поколения, которые могут развивать скорость до 400 миль в час.
В романе «Тувия, дева Марса» описан автопилот, изобретённый сыном Джона Картера — Карторисом. Автопилот не только осуществляет автоматическое управление полётом и отклонение от курса в случае совпадения курса с другим аппаратом, но и способен самостоятельно совершить посадку. В романе «Мечи Марса» описан Механический Мозг, который способен управлять межпланетным кораблём. Однако в космос марсиане так и не вышли.
Тем не менее, в романе 1923 года «Лунная девушка», относящемся к другому литературному циклу, вскользь упоминалось, что в 60-е годы XX века — по времени действия романа — Гелиум и земные государства установили регулярную радиосвязь, стали обмениваться научной информацией, земляне стали использовать антигравитацию, а марсианские учёные построили космический корабль, направленный к Земле, но он развивал скорость не более 1000 миль в час и после 10 лет полёта сбился с курса. Больше Берроуз не возвращался к этой теме.

#### Наземный транспорт
В романах Берроуза наземный транспорт упоминается спорадически: так, Большой и Малый Гелиум соединены подземной линией метрополитена, а в тепличных городах Окара используются небольшие автомобили для передвижения под стеклянным куполом. Их устройство подобно обычному марсианскому флаеру. В общем, даже при внутригородских передвижениях марсиане пользуются авиацией в виде эквилибролёта, напоминающего спасательный жилет. Обладая антигравитацией, этот аппарат может доставить своего владельца на небольшие расстояния. Эквилибролёт описан в романе «Великий ум Марса».
Зелёные кочевники не пользуются механическим транспортом, однако при перекочёвках создают караваны, состоящие из тотов — марсианских аналогов лошади, и цитидаров — марсианских мастодонтов. Кавалерия используется и в войнах красных марсиан.

#### Вооружения
Красные марсиане придерживаются рыцарского кодекса и предпочитают сражаться на мечах. Однако в романах упомянуты многие виды огнестрельного оружия, от винтовок с «радиевыми» пулями, взрывающимися на свету, до «лучей смерти», изобретённых безумным Фор Таком (роман «Великий воин Марса»). Из-за высокого уровня насилия все здания на Барсуме построены на телескопических сваях и поднимаются на ночь, чтобы воспрепятствовать входу чужаков.

#### Атмосферные фабрики
Одно из чудес марсианской технологии: искусственно поддерживают давление атмосферы Марса. В романе «Принцесса Марса» это предприятие описано как гигантское здание, со стенами длиной в 4 мили (6,5 км) и толщиной в 100 футов (30 м). Управляет технологическими процессами один человек с помощью телепатии. Если в романе «Принцесса Марса» атмосферная фабрика описана как единственная, остановка которой означает смерть всей планеты, то в последующих романах упоминаются и другие предприятия такого рода, которые часто служат объектами нападения враждующих государств или преступников. В тепличных городах жителей Арктики каждый город имеет свою атмосферную фабрику.

#### Биология
Медицина и биология марсиан значительно обогнали земные. Даже полудикие кочевники умеют изготовлять лекарства, вызывающие стремительное заживление ран. Особенным искусством отличался Рас Тавас, успешно освоивший трансплантацию любых органов, в том числе и мозга, и не только от человека к человеку, но и к любому живому существу. Освоил он и производство хормадов — искусственных людей, которые попытались захватить всю планету. Учёные города Инвак разработали химический состав, который делает человека невидимым на несколько часов.

#### Астрономия
Учёные города-государства Тунол смогли построить мощные телескопы, с помощью которых снимали фильмы о жизни на Земле (можно было в деталях рассматривать даже одного человека). Кроме того, они успешно занимались радиоперехватом и освоили английский, китайский и русский языки, а также урду. Всё это описано в романе «Великий ум Марса».

## Связь с реальностью

### Марсианская тема в фантастической литературе до Берроуза. Проблема влияния
Вероятно, первый фантастический роман, действие которого разворачивается на Марсе, был «Через Зодиак» американца Перси Грега, опубликованный в 1880 году. Считается, что этот роман заложил основы поджанра, к которому относятся и марсианские романы Берроуза, в нём описывалась гражданская война между марсианами — миниатюрными существами, которые считали себя единственной расой во Вселенной. В этом же романе впервые был использован вымышленный инопланетный язык, а также введён термин «астронавт» (как название космического корабля).
Другим произведением, с которым Берроуз мог быть знаком, является роман Густавус Поупа «Путешествие на Марс» (1894). Марс по Поупу населён тремя расами, полностью подобными земным: красными, жёлтыми и синекожими марсианами. Марсианское общество сочетает высокие технологии с феодальным кодексом чести и средневековой военной стратегией и тактикой: войны ведутся только холодным оружием. Марсиане используют «эфирные автомобили» и антигравитацию для воздушных кораблей, имеют что-то наподобие телевидения и телефонии, но одновременно являются телепатами, способными вызывать духов и предсказывать будущее.
Интересно, что роман «Война миров» (1897) Герберт Уэллса, где Марс впервые упоминался как умирающий мир, не мог оказать на Берроуза никакого влияния, поскольку он никогда не читал ни одной книги Уэллса. Концепция Марса как умирающей планеты была позаимствована из трудов П. Лоуэлла.
Писатель-фантаст и исследователь творчества Берроуза Ричард Лупофф высказывал мнение, что Берроуз мог быть знаком с романом английского фантаста Эдвина Лестера Арнольда «Лейтенант Гулливар Джонс», опубликованного в Великобритании в 1905 году. Главный герой, попав на Марс на ковре-самолёте, обнаруживает там цивилизацию, сочетающую черты средневековья и высокой технологической цивилизации, спасает марсианскую принцессу и предпринимает путешествие по священной реке марсиан. Лупофф также находил черты сходства между Джоном Картером и главным героем романа Арнольда The Wonderful Adventures of Phra the Phoenician («Удивительные приключения финикийца Фра» 1890): замечательным фехтовальщиком, который смог победить самое смерть.

### Барсумский сериал и учёные
Сериал Берроуза подви́г на научные исследования в области планетологии и космонавтики, по крайней мере, одного выдающегося учёного — Карла Сагана. В научно-популярной книге «Космос» он вспоминал:

Помню, как в детстве, затаив дыхание, я читал марсианские романы Эдгара Райса Берроуза. Вместе с Джоном Картером, джентльменом и искателем приключений из Вирджинии, я путешествовал на «Барсум», как называли Марс его обитатели. Я следовал за караваном тотов, восьминогих вьючных животных. Я искал руки прекрасной Деи Торис, принцессы Гелиума. Я дружил с Тарсом Таркасом, зелёным воином четырёхметрового роста. Я блуждал среди увенчанных шпилями городов и куполов насосных станций Барсума, по цветущим склонам возвышенностей Непентес и Нилосирт. Мыслимо ли — на самом деле, а не в фантазиях — попасть с Джоном Картером в марсианское королевство Гелиум? Можем ли мы одним прекрасным летним вечером по дороге, озарённой светом двух стремительных лун Барсума, отправиться в рискованную научную экспедицию? Пусть даже все выводы Лоуэлла о Марсе, включая существование пресловутых каналов, совершенно несостоятельны, все равно его описание планеты сделало по меньшей мере одно полезное дело. Оно заставило целое поколение людей (и я из их числа) поверить в реальность исследования планет и задаться вопросом: а не сможем ли мы сами однажды полететь на Марс? Джону Картеру только и потребовалось, что выйти в чистое поле, воздеть руки и проникнуться страстным желанием. Помню, что в детстве я потратил многие часы, околачиваясь в поле, решительно протягивая руки и обращаясь к тому, что я считал Марсом, с просьбой доставить меня туда. Ничего не получалось. Должен был найтись иной путь.

Почти два десятка лет карта Барсума, как его представлял Берроуз, висела перед кабинетом Сагана в Корнеллском университете.

### Барсум и писатели-фантасты
Из известных писателей-фантастов сильное влияние Барсума в молодости признавали Рэй Бредбери, Артур Кларк и Роберт Хайнлайн. Романы Берроуза повлияли на выбор жизненного призвания, а также оказали воздействие на некоторые фантастические миры, созданные этими писателями.

### Барсум и современное кино
В 2012 году был снят фильм «Джон Картер», вышедший в прокат 7 марта 2012 года (8 марта премьера в России). За основу взят первый роман Эдгара Райса Берроуза Принцесса Марса.